# Paheri
|  |

|  |

|  |

|  |

|  |

|  |

|  |

|  |

| G40 | D2 · D21 | Z4 |

| G40 | D2 · D21 | Z4 |

Paheri era un nomarca de Nejab, que vivió al comienzo de la decimoctava dinastía (Imperio Nuevo, alrededor de 1500 a. C.)
Paheri es conocido principalmente por su tumba en El Kab. Llevaba los títulos de Hatia (ḥȝ.tj-ˁ) de Nejab y Hatia de Per-Montu. Su padre era Iti-ru, Tutor del Hijo del Rey, por lo que tenía estrechos vínculos con la familia real. De esta relación se benefició también Paheri, que fue nombrado nomarca por Tutmosis I.

## Tumba

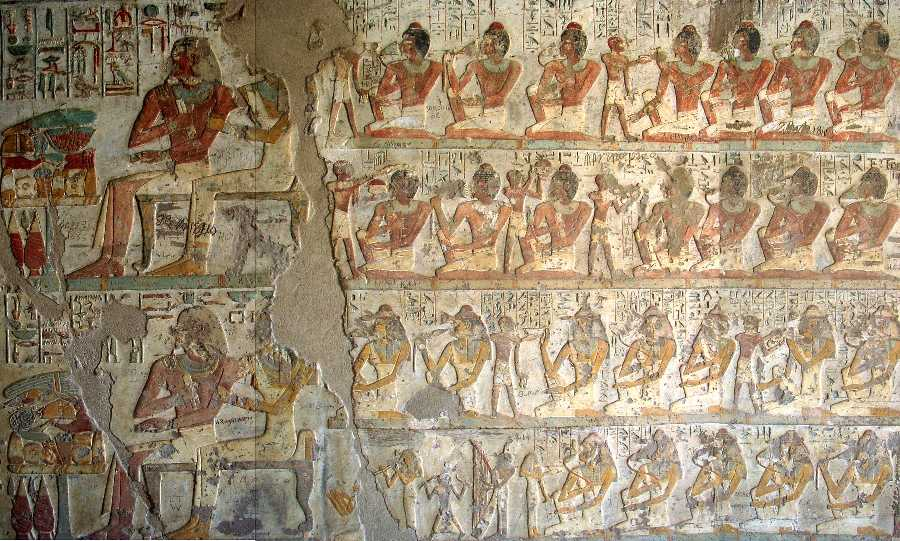
Banquete en la tumba de Paheri.

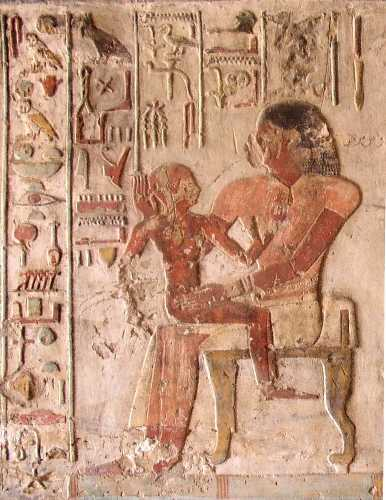
Paheri y Uadymes.

Esta tumba está decorada con relieves, y es una de las mejor conservadas de principios de la dinastía XVIII. La tumba subraya el importante papel que tenía Nejab a principios de ese siglo. 
La tumba consiste en una capilla de una sola habitación desde la que se desciende a la cámara funeraria por un estrecho corredor. La pared oeste está decorada con diversas escenas, principalmente agrícolas. En el centro están los rituales de la muerte y en la pared este se aprecia un gran banquete. En un nicho situado en el panel trasero hay tres estatuas, las de Paheri, su esposa Henuterneheh y su madre Kemi. El resto de la pared está ocupada con una gran inscripción biográfica.
En la tumba a Paheri también se le otorga el título de Tutor del Hijo del Rey y se le representa en una escena en la que lleva al príncipe Uadymes (o Uadymose), sobre su regazo. Otra escena muestra cómo Paheri ofrece sacrificios a Uadymes y a Amenmeses, el otro príncipe real.